# 7e corps d'armée (France)
Pour les articles homonymes, voir 7e corps d'armée.
Le 7e corps d'armée français est une unité de l'armée de terre française qui a notamment combattu durant les guerres napoléoniennes, la première et la seconde Guerre mondiale.

Au 1er août 1870, le 7e corps fait partie de l'Armée du Rhin.

## Les chefs du7ecorpsd'armée
- juillet 1805 - 1807 : maréchal Augereau
- 1812 : général Reynier, comprenant deux divisions de l'armée saxonne.
- 17 août 1859 - 1er septembre 1864 : général de Martimprey
- 1870 : général Félix Charles Douay
- 1er septembre 1872 (effectif 1er novembre 1872) - 10 juin 1873 : général Chanzy
- 28 septembre 1873 : général d'Aumale
- 11 février 1879 : général Wolff
- 7 juin 1888 : général Logerot
- 1er février 1890 : général de Négrier
- 21 septembre 1894 : général Pierron
- 11 novembre 1899 : général Duchesne
- 27 juillet 1900 : général Dessirier
- 9 octobre 1903 : général Deckherr
- 27 mars 1907 : général Robert
- 17 octobre 1908 : général Chomer
- 8 novembre 1910 : général Bonneau
- 14 août 1914 : général Vautier
- 17 novembre 1914 : général de Villaret
- 2 février 1915 : général de Bazelaire
- 4 juin 1918 : général Massenet
- 27 mars 1919 - 10 avril 1923 : général Nudant
- 8 janvier 1924 - 22 janvier 1928 : général Paquette
- 2 septembre 1939 : général Champon
- 14 mai 1940 - 4 août 1940 : général de La Porte du Theil

## Création et différentes dénominations
- 7e corps d'armée
- 25 février 1916 : renommé groupement de Bazelaire
- 20 juin 1916 : renommé groupement A
- 5 juillet 1916 : renommé 7e corps d'armée

## De 1870 à 1914

### Composition en 1870
| Division                  | Brigade                  | Régiment                                                                   |
| ------------------------- | ------------------------ | -------------------------------------------------------------------------- |
| 1re division d'infanterie | 1re brigade d'infanterie | 3e régiment d'infanterie de ligne                                          |
| 1re division d'infanterie | 1re brigade d'infanterie | 21e régiment d'infanterie de ligne                                         |
| 1re division d'infanterie | 1re brigade d'infanterie | 17e bataillon de chasseurs à pied                                          |
| 1re division d'infanterie | 2e brigade d'infanterie  | 47e régiment d'infanterie de ligne                                         |
| 1re division d'infanterie | 2e brigade d'infanterie  | 99e régiment d'infanterie de ligne                                         |
| 1re division d'infanterie | Artillerie               | 2 batteries de 4, une de mitrailleuses                                     |
| 1re division d'infanterie | Génie                    | une compagnie                                                              |
| 2e division d'infanterie  | 1re brigade d'infanterie | 5e régiment d'infanterie de ligne                                          |
| 2e division d'infanterie  | 1re brigade d'infanterie | 37e régiment d'infanterie de ligne                                         |
| 2e division d'infanterie  | 1re brigade d'infanterie | 6e bataillon de chasseurs à pied                                           |
| 2e division d'infanterie  | 2e brigade d'infanterie  | 53e régiment d'infanterie de ligne                                         |
| 2e division d'infanterie  | 2e brigade d'infanterie  | 89e régiment d'infanterie de ligne                                         |
| 2e division d'infanterie  | Artillerie               | 2 batteries de 4, une de mitrailleuses                                     |
| 2e division d'infanterie  | Génie                    | une compagnie                                                              |
| 3e division d'infanterie  | 1re brigade d'infanterie | 52e régiment d'infanterie de ligne                                         |
| 3e division d'infanterie  | 1re brigade d'infanterie | 79e régiment d'infanterie de ligne                                         |
| 3e division d'infanterie  | 2e brigade d'infanterie  | 82e régiment d'infanterie de ligne                                         |
| 3e division d'infanterie  | 2e brigade d'infanterie  | 83e régiment d'infanterie de ligne                                         |
| 3e division d'infanterie  | Artillerie               | 2 batteries de 4, une de mitrailleuses                                     |
| 3e division d'infanterie  | Génie                    | une compagnie                                                              |
| Division de cavalerie     | 1re brigade de cavalerie | 4e régiment de chasseurs à cheval                                          |
| Division de cavalerie     | 1re brigade de cavalerie | 5e régiment de chasseurs à cheval                                          |
| Division de cavalerie     | 2e brigade de cavalerie  | 7e régiment de dragons                                                     |
| Division de cavalerie     | 2e brigade de cavalerie  | 12e régiment de dragons                                                    |
| Réserve d'artillerie      | Réserve d'artillerie     | 2 batteries de 12, 2 batteries de 4 (montées), 2 batteries de 4 (à cheval) |
| Parc d'artillerie         | Parc d'artillerie        | Réserve et parc de génie                                                   |

### Cantonnements
- Garnison : Belfort

Comprend les départements de l'Ain, du Jura, de la Haute-Marne,  Belfort, de la Haute-Saône, du Rhône et des Vosges.
- Composition :
  - 13e division d'infanterie (Chaumont)
  - 14e division d'infanterie (Belfort)
  - 41e division d'infanterie (Remiremont)
  - 7e Brigade de Cavalerie
  - 7e Brigade d'Artillerie
- Places fortes :
  - Besançon
  - Belfort
  - Épinal
  - Langres

## Première Guerre mondiale
Il est subordonné, au début de la Première Guerre mondiale à la Ire armée et de façon éphémère à l'armée d'Alsace.

### Composition

#### Composition à la mobilisation de 1914
Vient de Besançon
Composé de deux divisions d'infanterie et d'éléments organiques de corps d'armée, sous le commandement direct du général commandant le corps d'armée.
14e division d'infanterie
- 27e Brigade :

44e régiment d'infanterie
60e régiment d'infanterie
- 28e Brigade :

35e régiment d'infanterie
42e régiment d'infanterie
- Cavalerie : 11e régiment de chasseurs (1 escadron)
- Artillerie : 47e régiment d'artillerie de campagne (3 groupes 75)
- Génie : 7e régiment du Génie (compagnie 7/1)

63e division d'infanterie
- 125e Brigade :

216e régiment d'infanterie
238e régiment d'infanterie
298e régiment d'infanterie
- 126e Brigade :

292e régiment d'infanterie
305e régiment d'infanterie
321e régiment d'infanterie
- Cavalerie : 14e régiment de dragons (2 escadrons)
- Artillerie :

16e régiment d'artillerie de campagne (1 groupes 75)
36e régiment d'artillerie de campagne (1 groupes 75)
53e régiment d'artillerie de campagne (1 groupes 75)
- Génie : 4e régiment du génie (compagnies 13/13, 13/19, 13/24)

Éléments organiques
- Régiments d'Infanterie (rattachés au 7e CA) :

352e régiment d'infanterie
45e bataillon de chasseurs à pied
47e bataillon de chasseurs alpins
63e bataillon de chasseurs alpins
64e bataillon de chasseurs alpins
67e bataillon de chasseurs alpins
- Cavalerie (rattachée au 7e CA) : 11e régiment de chasseurs (4 escadrons)
- Artillerie (rattachée au 7e CA) : 5e régiment d'artillerie de campagne (4 groupes 75)
- Génie (rattaché au 7e CA) : 7e régiment du génie (compagnies 7/3, 7/4, 7/16, 7/21)
- Autres (rattaché au 7e CA) :

7e escadron du train des équipages militaires
7e section de secrétaires d'état-major et du recrutement
7e section d'infirmiers militaires
7e section de commis et ouvriers militaires d'administration

### Historique

#### 1914
- 2 - 10 août : en couverture entre la frontière suisse et le col de la Schlucht. À partir du 7 août, engagé dans la bataille d'Alsace.

8 août : prise de Mulhouse.
9 août : violents combats dans la région de Mulhouse.
- 10 - 14 août : repli vers la région Reppe, Masevaux, le 13 août combat vers Reppe.
- 14 - 25 août : reprise de l'offensive en direction de Mulhouse.

19 août : combats vers Dornach et réoccupation de Mulhouse. Organisation de la région conquise et à partir du 24 août repli vers la frontière.
- 25 - 30 août : retrait du front et transport par VF de la région de Belfort à la région d'Amiens. Le 29 août, mouvement vers Péronne ; engagement vers Proyart.
- 30 août - 6 septembre : repli par Moreuil et Clermont jusque dans la région Louvres, Écouen.
- 6 - 13 septembre : engagé dans la première bataille de la Marne, du 6 au 10 septembre bataille de l'Ourcq. Violents combats dans la région Brégy, Manœuvre, Bouillancy. À partir du 10 septembre, poursuite par la région Villers-Cotterêts, Vaumoise, jusqu'au nord de l'Aisne, franchie vers Fontenoy et Vic-sur-Aisne.
- 13 septembre 1914 - 4 août 1915 : engagé dans la première bataille de l'Aisne. Violents combats dans la région Cuisy-en-Almont, Nouvron-Vingré, Autrêches. Stabilisation du front et occupation d'un secteur vers Pernant, Autrêches (guerre de mines).

3, 8, 30 octobre et 12 novembre : attaques françaises vers Nouvron-Vingré.
13 - 17 janvier 1915 : secteur étendu à droite vers Maison Rouge.
28 juin : front étendu à gauche vers la ferme Touvent.

#### 1915
- 4 - 18 août : retrait du front et repos dans la région de Longpont. À partir du 13 août, transport par V.F. dans la région Cuperly, Saint-Hilaire-au-Temple.
- 18 août - 25 novembre : occupation d'un secteur vers la ferme des Wacques et Auberive-sur-Suippe.

2 septembre : front réduit à gauche vers la région nord de Saint-Hilaire-le-Grand.
Engagé du 25 septembre au 6 octobre dans la seconde bataille de Champagne. Offensive française en direction de Saint-Souplet et de Sainte-Marie-à-Py, prise de la première ligne allemande.
6 octobre : nouvelle attaque française vers l'Épine de Vedegrange et au nord-ouest de Souain. Occupation et organisation du terrain conquis.
14 octobre : secteur étendu à droite vers la région ouest de la route reliant Souain à Somme-Py.
- 25 novembre 1915 - 12 février 1916 : retrait du front et repos dans la région de Sarry. À partir du 9 décembre, mouvement par Saint-Vrain vers la région d'Ancerville ; repos.

#### 1916
- 12 février - 26 mars : transport par V.F. dans la région de Verdun et à partir du 13 février, occupation d'un secteur sur la rive gauche de la Meuse, entre la Meuse et Avocourt. À partir du 21 février, engagé dans la bataille de Verdun.

26 février : attaque allemande avec liquides enflammés, sur la tranchée de Malancourt.
1er mars : réduction du front à gauche jusqu'à Béthincourt.
5 - 6 mars : attaque allemande entre Forges et Béthincourt.
8 - 16 mars : combat au bois des Corbeaux.
- 26 mars - 10 avril : retrait du front ; repos dans la région Toul, Vaucouleurs.
- 10 avril - 5 juillet : mouvement vers le front. Engagé à partir du 14 avril dans la bataille de Verdun, entre la corne sud-est du bois d'Avocourt et Avocourt.

18 - 19 mai : attaques allemandes sur le réduit d'Avocourt.
- 5 - 26 juillet : retrait du front et le 7 juillet transport par VF dans la région d'Épernay, puis dans la région de Conty.
- 26 juillet - 18 septembre : engagé dans la bataille de la Somme, vers le canal de la Somme et le bois de Hem.

30 juillet, 1er, 7, 11, 12 et 16 août : attaques françaises sur le bois de Hem, la ferme Monacu, le bois des Riez.
24 août : attaque française en direction de la route Cléry-sur-Somme, Maurepas.
3, 4 et 5 septembre : attaques françaises sur Cléry-sur-Somme, prise du village le 5 septembre.
8 septembre : réduction du front à droite au nord de la Somme, jusque vers la ferme de Bois l'Abbé.
12 septembre : prise de Bouchavesnes.
13 septembre : prise de la ferme de Bois l'Abbé, combat à l'est de Bouchavesnes.
15 septembre : réduction du front à gauche jusqu'au nord, puis le 17 septembre au sud de Bouchavesnes.
- 18 septembre - 2 octobre : retrait du front, puis le 25 septembre transport par VF dans la région de Châlons-sur-Marne ; repos dans la région ouest de Sainte-Menehould.
- 2 octobre 1916 - 3 janvier 1917 : occupation d'un secteur vers le Four-de-Paris et la Main de Massiges.

5 octobre : extension du front à gauche jusque vers Maisons de Champagne.

#### 1917
- 3 janvier - 13 février : retrait du front, mouvement par étapes vers le camp de Mailly ; instruction. À partir du 22 janvier, mouvement vers la région de Reims ; instruction en vue de l'offensive.
- 13 février - 12 juillet : occupation d'un secteur vers les Cavaliers de Courcy et Sapigneul. À partir du 16 avril, engagé dans la bataille du Chemin des Dames.

4 avril : bataille de Sapigneul
17 avril : extension du front à gauche jusqu'à l'Aisne. Prise de Loivre.
19 avril : attaque du mont Spin.
22 avril : réduction du front à gauche jusque vers Loivre.
28 avril - 4 mai : attaques en vue de l'occupation du massif de Brimont et combat de Berméricourt. Puis stabilisation et organisation du front.
Extension du front à gauche, le 16 mai au Godat, le 28 mai à la Neuville.
- 12 juillet - 15 septembre : retrait du front ; repos vers Épernay. À partir du 9 septembre transport par V.F. d'Épernay dans la région de Ligny-en-Barrois ; repos.
- 15 septembre 1917 - 13 janvier 1918 : occupation d'un secteur vers la Meuse, la cote 344 et la ferme Mormont.

18 septembre : violentes actions, de part et d'autre, à l'est de Samogneux.
2 octobre : attaque sur tout le front de corps d'armée, bataille offensive de Verdun. À partir du 7 octobre, extension du secteur sur la rive gauche de la Meuse, Béthincourt inclus.
7 janvier 1918 : réduction du secteur à gauche en deçà de Béthincourt.

#### 1918
- 13 janvier - 12 mai : retrait du front et transport dans la région de Lunéville. À partir du 21 janvier, occupation d'un secteur vers la Chapelotte, Bezange-la-Grande.
- 12 - 22 mai : retrait du front ; transport dans la région Abancourt, Hornoy-le-Bourg. Tenu prêt à intervenir soit au nord soit au sud de la Somme.
- 22 - 30 mai : mouvement vers Essertaux et à partir du 26 mai occupation d'un secteur dans la région Mailly-Raineval, nord du bois de Sénécat.
- 30 mai - 18 juillet : retrait du front, transport par VF de Conty vers la région de Villers-Cotterêts. À partir du 31 mai, engagé dans la 3e bataille de l'Aisne. Le 2 juin, progression vers Montémafroy, le 7 juin sur Veuilly-la-Poterie. Puis occupation et organisation de nouvelles positions entre Hautevesnes et Dammard. En juin, combats vers Chézy-en-Orxois.
- 18 - 28 juillet : engagé dans la seconde bataille de la Marne. Progression vers Bonnes et Brécy ; combat dans la forêt de Fère.
- 28 juillet - 29 août : retrait du front, mouvement vers Crouy-sur-Ourcq et à partir du 1er août, occupation d'un secteur entre Fontenoy et Moulin-sous-Touvent (inclus), réduit à droite le 12 août jusqu'au nord d'Autrêches. Engagé à partir du 17 août dans la seconde bataille de Noyon. Combat vers Audignicourt et Blérancourt ; puis progression sur l'axe Blérancourt, Champs.
- 29 août - 17 septembre : préparatifs d'offensive, puis engagé dans la poussée vers la position Hindenburg. Combats vers la basse forêt de Coucy. Stabilisation sur le front Quincy-Basse, Barisis-aux-Bois.
- 17 - 27 septembre : retrait du front, transport par VF dans les Flandres ; repos, instruction et préparatifs d'offensive.
- 27 septembre - 20 octobre : engagé dans la bataille des crêtes de Flandre. Combats vers Staden.

14 - 15 octobre : engagé dans la bataille de Roulers (prise de Roulers), puis progression et combat dans la région d'Ardoye.
- 20 octobre - 11 novembre : engagé dans la bataille de la Lys et de l'Escaut. Combat vers Oostrozebeke ; franchissement de la Lys, puis progression par Waregem jusqu'à l'Escaut.

2 novembre : prise d'Audenarde ; combat sur l'Escaut (en liaison avec l'armée britannique).
10 novembre : combat vers Segelsem, Elst où le corps d'armée se trouve au moment de l'armistice.

### Rattachement
- 1re armée

2 - 11 août 1914
27 mars - 11 avril 1916
22 - 30 mai 1918
- 2e armée

26 février - 27 mars 1916
11 avril - 7 juillet 1916
9 septembre 1917 - 17 janvier 1918
- 3e armée

10 décembre 1915 - 10 février 1916
- 4e armée

13 août - 10 décembre 1915
25 septembre 1916 - 22 janvier 1917
- 5e armée

7 - 13 août 1915
7 - 11 juillet 1916
22 janvier - 9 septembre 1917
13 - 22 mai 1918
- 6e armée

28 août 1914 - 7 août 1915
11 juillet - 25 septembre 1916
30 mai - 31 juillet 1918
19 octobre - 11 novembre 1918
- 8e armée

17 janvier - 13 mai 1918
- 10e armée

31 juillet - 18 septembre 1918
- Armée d'Alsace

11 - 28 août 1914
- Groupe d'armées des Flandres

18 septembre - 19 octobre 1918
- Région fortifiée de Verdun

13 - 26 février 1916

## Seconde Guerre mondiale
En date du 20 mai 1940, dans une convention militaire française, secrète, avec la Suisse, le général Prételat fait allusion au détachement formé par les 13e, 27e division d'infanterie et la 2e brigade de Spahis du 7e corps de la 8e armée chargé de prendre contact avec l'aile gauche de l'armée suisse, vers Bâle dans la trouée de Gempen.

### Composition
Grandes unités : 
- 27e division d'infanterie alpine
- 13e division d'infanterie
- 2e brigade de spahis

Cavalerie 
- 9e groupe de reconnaissance de corps d'armée

Artillerie lourde de corps d'armée (ALCA)
- 107e régiment d'artillerie lourde automobile

Génie 
- 607e régiment de pionniers

## Sources et bibliographie
- Service historique de l'état-major des armées, Les Armées françaises dans la Grande guerre, Paris, Impr. nationale, 1922-1934, onze tomes subdivisés en 30 volumes (BNF 41052951) :
  - AFGG, vol. 1, t. 10 : Ordres de bataille des grandes unités : grands quartiers généraux, groupe d'armées, armées, corps d'armée, 1923, 966 p. (lire en ligne).